# Pulvinaria tessellata
Pulvinaria tessellata är en insektsart som beskrevs av Green 1896. Pulvinaria tessellata ingår i släktet Pulvinaria och familjen skålsköldlöss.
Artens utbredningsområde är Sri Lanka. Inga underarter finns listade i Catalogue of Life.